# PLOT Architecture
PLOT est une agence d'architecture danoise cofondée en 2001 par Bjarke Ingels et Julien De Smedt et disparue en janvier 2006.

## Historique
En 2001, les deux collègues de l'OMA quittent l'agence de Rem Koolhaas pour monter leur propre structure. Après un établissement rapide de trois semaines en Belgique, l'agence PLOT voit finalement le jour à Copenhague. De par son approche inventive du projet, l'agence connaitra une réception très favorable, ce qui lui permettra de se retrouver rapidement sur le devant de la scène médiatique architecturale nationale et internationale.
Lauréate et primée à plusieurs reprises au cours de sa courte existence, PLOT se fera notamment remettre le Lion d'Or lors de la 9e Biennale de Venise en 2004, pour le projet New Music House à Stavanger en Norvège. Le projet phare de PLOT restera les logements VM Houses à Ørestad, à Copenhague, livré en 2004 ; cette opération de logements ramènera son lot de prix et de couverture médiatique. La réinterprétation de la typologie de l'Unité d'habitation, créée par Le Corbusier, faite par les architectes, témoigne de leur souci fonctionnel dans l'approche du projet. Une préoccupation économique a également guidé les concepteurs, puisque cette opération sortira à un coût inférieur à 1 000 € du mètre carré.
Malgré son succès, des divergences entre les deux architectes fondateurs amèneront à la dissolution de PLOT au profit de deux agences distinctes, au 1er janvier 2006. D'un côté, Bjarke Ingels fondera BIG, acronyme de Bjarke Ingels Group et de l'autre, Julien De Smedt crée JDS (un temps appelée Julien De Smedt Design).  

## Réalisations
VM Houses
VM Houses est une opération de 230 appartements pour une surface totale de 25 000 m2,  à Copenhague, développée pour le compte d’un privé (Hopfner) sur la période 2004-2005.
Les contraintes formatrices du projet ont été l’ensoleillement, la privatisation et les vues. Ce sont ces éléments qui permettent la formalisation qui s’applique à créer de grandes vues diagonales vers les champs alentour. PLOT répond à la contrainte de l’ensoleillement en offrant une double hauteur sur les espaces au Nord et des vues panoramiques au Sud. Le caractère traversant des appartements et leur double hauteur sont une réinterprétation, à laquelle se livrent les architectes, des travaux de Le Corbusier et notamment la typologie de l’Unité d’Habitation de grandeur conforme. Cette référence est également réinterrogée et reformalisée dans les couloirs centraux qui aboutissent tous sur des percements à leurs extrémités. 
Dans leur souci de répondre aux attentes diverses liées à un projet, les deux architectes incluent dans leur programme plus de 80 types d’appartements donnant une flexibilité et une ouverture aux besoins de la vie contemporaine. L’ultime tour de force vient de la contrainte économique puisque l’opération sortira de terre avec un coût au m² inférieur à 1 000 €.
Le succès médiatique, architectural, fonctionnel et économique du projet amènera le client à renouveler l’expérience sur une parcelle voisine avec le projet Mountain Dwellings en 2008. Cependant, Bjarke Ingels et Julien De Smedt ayant décidé de rompre leur association commune due à l’agence PLOT, ce nouveau projet est une collaboration entre leurs deux agences respectives – BIG (Bjarke Ingels Group) / JDS (Julien De Smedt).
Maritime Youth House
Maritime Youth House fut conçu en 2004, sur un front de mer  de 2 000 m2 à Copenhague. 
Dans ce projet, Bjarke Ingels et Julien De Smedt vont utiliser les contraintes contextuelles pour formaliser leur intervention. La parcelle se trouvant sur un ancien site industriel avec une forte pollution du sol, l’agence PLOT détourne le budget alloué à la dépollution du site pour le réinvestir dans le projet et transformer la contrainte écologique et économique en réponse fonctionnelle. En effet, le sol originel étant impropre, les architectes créent un paysage artificiel, une plage de bois ondulante montée sur pilotis. Ainsi, la problématique du sol se transforme en place sociale.
Deux types d’usages sont inclus dans ce projet, d’un côté, une maison de la jeunesse pour laquelle le paysage crée devient une aire de jeux pour les enfants. De l’autre côté, le projet intègre un club de voile. Afin de répondre à ces usages, la plage, le quai artificiellement créé se soulève et des volumes programmatiques trouvent leur place en sous face. Cette réponse, à la fois ludique et pragmatique, sera, à plusieurs reprises, saluée par la critique et primée.

## Projets sélectionnés

### Réalisés
- Hôpital psychiatrique, Helsingor, Danemark,  2005.
- VM Houses, Ørestad, Copenhague, Danemark,  2005.
- Maritime Youth House, Amager, Danemark,  2004.
- Islands Brygge Harbor Bath, Copenhague, Danemark,  2003.

### Non réalisés / en cours
- The clover block, Klovermarken - Copenhague, Danemark,  2005.
- La Tour du Peuple, Shanghai, République populaire de Chine, 2004.
- Superharbour, Danemark / Allemagne, 2003.
- High Square, Copenhague, Danemark, 2002.
- Centre aquatique, Odense, Danemark, 2001.

## Publications
- 2010 : 'Yes is More', Taschen,  (ISBN 978-3836525268)